# パシフィック (客船)
パシフィック（Pacific）は、1971年に西ドイツのノルトゼーヴェルケで建造された客船で、2002年から2013年までブラジルの会社Viagens CVCが所有・運航していた。1975年から2002年までは、プリンセス・クルーズの「パシフィック・プリンセス」として活躍した。「パシフィック・プリンセス」は、1977年から1986年まで放送されたアメリカの人気ドラマ『ラブ・ボート』の舞台であったことで知られる。

## 船名
- 1971年 - 1975年：シー・ベンチャー（フラッグシップ・クルーズ）
- 1975年 - 2002年：パシフィック・プリンセス（プリンセス・クルーズ）
- 2002年 - 2013年：パシフィック（Viagens CVC）